# Christophe Delay
Christophe Delay est un journaliste-présentateur français né le 5 juin 1967 à Romans-sur-Isère, travaillant à BFM TV depuis 2007.

## Biographie
Christophe Delay a fait ses premiers pas à la radio dans sa ville natale de Romans-sur-Isère dans la radio associative Radio Air, créée par le maire de la ville Georges Fillioud alors ministre de la communication. Cette radio a eu dans ses rangs Didier Guillaume, futur ministre de l'agriculture, Valery Lombardo et Patrice Caillet , respectivement journaliste et animateur sur ICI Drôme-Ardèche (station décentralisée de radio France).
Ancien élève de l'École supérieure de journalisme de Lille (66e promotion), dans les années 1990 et 2000, Christophe Delay est présentateur sur la station de radio Europe 1. Il occupe aussi la fonction de rédacteur en chef de la matinale.
Pendant la saison 1993-1994, il présente Europe Nuit avec Pascale Clark de 22 h à 0 h.
En 1997-1998 et 1998-1999, il présente Europe Midi avec André Dumas et Bernard de La Villardière de 12 h à 13 h 30.
En 2001-2002, il présente la matinale de 7 h à 9 h.
En 2002-2003, il présente la matinale du week-end, le samedi et le dimanche de 5 h 30 à 9 h 10.
En 2005-2006, il présente la matinale de 7 h à 8 h 20.
En mai 2007, il rejoint la chaîne de télévision d'information en continu BFM TV pour présenter avec Karine de Ménonville Première édition, la tranche d'informations du matin.
En septembre 2009, Karine de Ménonville reprend la coprésentation de Info 360 et Graziella Rodriguès lui succède à Première édition aux côtés de Christophe Delay,.
Fin avril 2010, dans une sorte de jeu des chaises musicales, plusieurs présentateurs échangent leurs horaires de présence à l'antenne de BFM TV : Pascale de La Tour du Pin rejoint Première édition (6 h - 8 h 30) avec Christophe Delay et Graziella Rodriguès rejoint le QG de l'info.
Après le départ de Pascale de La Tour du Pin pour LCI, il présente depuis la rentrée 2017 la matinale avec Adeline François, journaliste venue de RTL.
Le 22 mars 2023, il est annoncé qu'il sera le nouveau présentateur de Faites entrer l'accusé, en remplacement de Rachid M'Barki.
Le 23 mai 2025, il est annoncé que Christophe Delay quitte BFM TV après 18 ans à la tête de Première Édition. Dominique Tenza actuel présentateur des JT du week-end de M6 est pressenti pour le succéder. La direction de BFM TV réussit finalement à le convaincre de rester pour animer la tranche de la mi-journée en semaine à la rentrée 2025.
Le 3 juillet 2025, BFMTV a confirmé un important changement de tranche horaire pour sa grille de programmes; L'ancienne tranche de la chaîne sera désormais reprise par Dominique Tenza et Perrine Storme.
Christophe Delay est quant à lui titularisé à la tranche du 12/15. Il la présentera avec Roselyne Dubois. Ce changement intervient en remplacement d'Ashley Chevalier qui rejoint le groupe M6. Le duo fera ses débuts dès le 25 août 2025